# Emmanuel Clottey
Emmanuel Atukwei Clottey (Accra, 30 agosto 1987) è un ex calciatore ghanese, di ruolo attaccante.

## Carriera

### Club
Clottey cominciò la carriera con la maglia dei Great Olympics, per poi passare con la formula del prestito agli austriaci del Wacker Innsbruck. Tornò poi in patria, prima di essere ceduto ai danesi dell'Odense con la stessa formula. Terminata anche questa esperienza, fece ritorno in Ghana e militò nelle file dell'Eleven Wise. Dopo aver giocato nel Tema Youth, fu messo sotto contratto dal Berekum Chelsea, con cui segna 10 gol in 9 partite in CAF Champions League; dal 2010 al 2012 gioca in Tunisia nell'Espérance prima di trasferirsi in prestito per la stagione 2013-2014 negli Emirati Arabi Uniti nell'Al Dhafra. Con 12 gol segnati è stato capocannoniere della CAF Champions League nel 2012.

### Nazionale
Dopo aver giocato nelle nazionali giovanili ghanesi Under-20 ed Under-23, nel 2010 ha esordito nella nazionale maggiore ghanese.

## Palmarès

### Club

#### Competizioni nazionali
- Campionato tunisino: 1

Espérance: 2010-2011
- Coppa di Tunisia: 1

Espérance: 2010-2011

#### Competizioni internazionali
- CAF Champions League: 1

Espérance: 2011

### Individuale
- Capocannoniere del campionato ghanese: 1

2005-2006 (14 reti)